# اولیویر سیخلار
اولیویر سیخلار (هلندی: Olivier Siegelaar؛ زادهٔ ۲۴ اکتبر ۱۹۸۶) قایقران روئینگ اهل هلند است.
از افتخارات وی میتوان به کسب مدال برنز هشت نفره تک پارو در بازی‌های المپیک تابستانی ۲۰۱۶ اشاره کرد.